# Silba
Silba (italijansko: Selve) je precej nizek severnodalmatinski otok v severnem Jadranu in je del Zadarskega arhipelaga. Leži jugovzhodno od Lošinja med otokoma Olib in Premuda, od katerih ga ločujeta Olibski in Silbski kanal. Po obliki spominja na število 8. S površino 14,27 km² se uvršča med manjše poseljene otoke na Hrvaškem.

## Geografija
Površina Silbe je 14,98 km², dolžina obale meri 26,239 km. Najvišja točka otoka je 83 mnm visoki vrh Vrh.
Na srednjem delu otoka se je razvilo naselje Silba z okoli 270 stalnimi prebivalci, ki je edino naselje na otoku.
Silba ima v številnih zalivih lepe peščene plaže. Na zahodnem delu otoka so to zalivi: Pocukmark, Luka, Sv. Ante, Mavrovo, Lojišče in Pernastica, na vzhodnem delu pa: Sotorišće, Draga in drugi.

## Zgodovina
Silba je bila naseljena že v rimski dobi, takrat se je  otok imenoval Selbo. Od leta 1091 je bil v posesti zadarskega samostana sv. Marije. V 15. stol. pride v posest Benečanov, ki pa so ga dali v zakup zadarskim fevdalnim družinam. V 17. in 18. stol. naselje Silba postane mesto, poznano po dobrih mornarjih. V drugi polovici 19. stol. pa prične mesto v razvoju stagnirati.
Župnijska cerkev Gospa od Karmena postavljena 1752 je pripadala frančiškanskemu samostanu, ki so na otok prišli leta 1680.
Od starejših fortifikacijskih objektov je delno ohranjen obrambni stolp iz 16. stoletja.